# Международен модел на нормалното геомагнитно поле
Международният модел на нормалното геомагнитно поле (ММНГП, на англ. IGRF – International Geomagnetic Reference Field) е стандартно математическо представяне на главното геомагнитно поле. Създаден и актуализиран е чрез добавяне на параметри на математически модел на магнитното поле към измерени данни за магнитното поле под ръководството на Международната асоциация по геомагнетизъм и аерономия (IAGA) от 1965 г. 
Той е резултат от съвместните усилия на учените създаващи модели на магнитното поле на Земята и институтите участващи в събирането и разпространението на данни за геомагнитното поле, получени посредством спътници, геомагнитни обсерватории, временни вариационни станции, включително и полевите измервания на земното магнитно поле по целия свят. 
ММНГП обхваща значителен период от време и затова е полезен за тълкуване на исторически данни. (Това е различно от Световния магнитен модел, който е предназначен за навигация през следващите няколко години.) Той се актуализира на 5-годишни интервали, отразявайки най-точните измервания, налични по това време.
Текущото 13-то издание на модела ММНГП (IGRF-13) е пуснато през декември 2019 г. и е валидно от 1900 г. до 2025 г. За интервала от 1945 г. до 2015 г. то е „окончателно“ („DGRF“), което означава, че бъдещи актуализации е малко вероятно да подобрят модела по някакъв съществен начин. 

## Аналитично представяне на нормалното геомагнитно поле
ММНГП изразява геомагнитното поле {\displaystyle {\vec {B}}(r,\phi ,\theta ,t)} като градиент на магнитен скаларен потенциал {\displaystyle V(r,\phi ,\theta ,t)}:
{\displaystyle {\vec {B}}(r,\phi ,\theta ,t)=-\nabla V(r,\phi ,\theta ,t)=-\left({\dfrac {\partial V}{\partial r}},{\dfrac {1}{r}}{\dfrac {\partial V}{\partial \theta }},{\dfrac {1}{r\sin \theta }}{\dfrac {\partial V}{\partial \phi }}\right)}
Скаларният потенциал {\displaystyle \textstyle {V(r,\phi ,\theta )}} на нормалното геомагнитно поле се представя като разложение на хармонична функция в ред по сферични функции
{\displaystyle V(r,\phi ,\theta )=a\sum _{\ell =1}^{L}\sum _{m=0}^{\ell }\left({\frac {a}{r}}\right)^{\ell +1}\left(g_{\ell }^{m}\cos m\phi +h_{\ell }^{m}\sin m\phi \right)P_{\ell }^{m}\left(\cos \theta \right)},
където {\displaystyle \textstyle {r}} е разстоянието от точката на представяне на {\displaystyle \textstyle {V(r,\phi ,\theta )}} до центъра на Земята, {\displaystyle \textstyle {L}} е най-високата степен на реда, {\displaystyle \textstyle {\phi }} е географската дължина,
{\displaystyle \textstyle {\theta }} е географската коширина (полярният ъгъл), {\displaystyle \textstyle {a}} е земният радиус,
{\displaystyle g_{\ell }^{m}} и {\displaystyle h_{\ell }^{m}} са коефициенти на Гаус и {\displaystyle P_{\ell }^{m}\left(\cos \theta \right)}
са присъединени полиноми на Лежандър от първи род в нормировка по Шмид от степен {\displaystyle \textstyle {l}} и порядък {\displaystyle \textstyle {m}}:
{\displaystyle P_{n}^{m}(\cos \theta )=(-1)^{m}(\sin \theta )^{m/2}\ {\frac {d^{m}}{d(\cos \theta )^{m}}}P_{n}(\cos \theta )}
където
{\displaystyle P_{n}(\cos \theta )={\frac {1}{2^{n}n!}}\left[{\frac {d^{n}}{d(\cos \theta )^{n}}}\left((\cos \theta )^{2}-1\right)^{n}\right]}
Коефициентите на Гаус са моделирани като частично-линейна функция на времето с размер на стъпка от 5 години. 
Онлайн калкулатор на NOAA изчислява стойностите на седемте елемента {\displaystyle \textstyle {D,I,B_{H},B_{x},B_{y},B_{z}}} и {\displaystyle \textstyle {|{\overrightarrow {B_{n}}}|}} на магнитната индукция {\displaystyle \textstyle {{\overrightarrow {B_{n}}}(h,\phi ,\lambda )}} на нормалното геомагнитно поле в интервала между 1900 и 2015 г. в точка с географска дължина {\displaystyle \textstyle {\phi }}, географска ширина {\displaystyle \textstyle {\lambda }} и надморска височина {\displaystyle \textstyle {h}} при вариращ минимален интервал между две изчисления от 33-39 дена (ΔT min = 0,1 година).

## ММНГП за територията на България
За района на гр. Варна (27°54′E, 43°12′N) при нулева надморска височина за компонентите на полето на 20 август 2010 г. се получават стойностите 4°52'E; 60°38'; 23493,3 nT; 23 408,5 nT; 1995,2 nT; 41739,4 nT и 47896,9 nT при годишни изменения +6', +1', +3,7 nT, +0,1 nT, +42,6 nT, +36,5 nT и +33,7 nT.
Забележете, че изменението на модула на тоталния вектор на магнитната индукция {\displaystyle \textstyle {|{\overrightarrow {B_{n}}}|}} е по-малко в сравнение с изменението на всяка една от съставящите компоненти {\displaystyle \textstyle {B_{y}}} и {\displaystyle \textstyle {B_{z}}}. Това е свързано с така наречения „Западен дрейф“ представляващ завъртване на земното магнитно поле около оста на Земята за около 2000 г.

## Външни източници
- IGRF Model Description by IAGA
- Notes concerning correct use and limitations of IGRF
- IGRF-11: Последна актуализация на Международния модел на нормалното геомагнитно поле
- Геомагнитни данни и модели на нормалното магнитно поле на Земята